# سوسن طنجاوي
سوسن طنجاوي (Iris tingitana) (المعروف أيضًا باسم سوسن مغربي)، هو نوع من جنس السوسن وضمن الجنس الفرعي Xiphium.

## الوصف
طول نصف قطر بصلة السوسن الطنجاوي يكون نحو 38 مم وذات لون بني محمر مع عروق. لديها زهور بظلال مختلفة من اللون الأزرق وعروق زرقاء شاحبة على الزهور، وتحتوي بشكل عام على ما بين زهرة وزهرتين على الساق. يتم إخفاء السيقان بواسطة ورقتين موجهتين.
تزهر بين فبراير ومايو، وتظهر أوراقها في الخريف. يمكن أن يصل ارتفاع النبات إلى 60-90 سم.

## التصنيف
كلمة "تينجيتانا" اليونانية التي تعني "من طنجة" وقد يخلط البعض بينها وبين السوسن الإسباني (Iris xiphium).
وصف النبات لأول مرة بواسطة بيير إدمون بواسييه وجورج فرانسوا رويتر في يناير 1852. ثم وصف مرة أخرى في مجلة كورتيس النباتية في 1 سبتمبر 1884. تم التحقق من التسمية من قبل وزارة الزراعة الأمريكية ودائرة البحوث الزراعية في 4 أبريل 2003.
أدرج السوسن الطنجاوي في دليل النباتات للجمعية الملكية للبستنة (المملكة المتحدة).

## التوزيع والموائل
موطنه الأصلي أفريقيا.

### الانتشار
يوجد في المغرب والجزائر. كما أنه وجد في مناطق أخرى في شمال أفريقيا وإسبانيا والبرتغال.

## الحفظ
في عام 2014، أصبح تواجد النبات نادرًا في المغرب.

## الزراعة
السوسن الطنجاوي معرض بدرجة كبيرة للإصابة بفيروس فسيفساء السوسن (iris mosaic virus).
يمكن تكاثره بواسطة البصلات الصغيرة، من 1 إلى 4 بصلات صغيرة تنمو بجانب البصيلة الرئيسية والتي يمكن بعد ذلك خلعها وزراعتها لتنمو لتشكل بصلة صغيرة جديدة.
يعرف النبات بكونه من الأنواع الصعبة النمو في المملكة المتحدة. حتى في الولايات المتحدة، يقتصر زراعته في المناخات المعتدلة مثل جنوب كاليفورنيا. نظرًا للصلابة المحدودة للأنواع، فمن الأفضل زراعتها في إطار بصلة صغيرة أو زراعتها في حدود جافة ثم رفعها وتخزينها مثل نباتات الأضاليا.
يمكن زراعته في أواني للعرض الداخلي أو الخارجي.

## الأصناف
تشمل الأصناف المولّدة المعروفة؛ إيريس تنجيتانا "باريس" (ذات أزهار كبيرة بلون بنفسجي أزرق داكن) 